# André Perraudin
Pour les articles homonymes, voir Perraudin.
André Perraudin, né le 7 octobre 1914 à Bagnes (canton du Valais) et mort le 25 avril 2003 à Sierre, est un ecclésiastique suisse qui vécut au Rwanda pendant près de cinquante ans et fut évêque titulaire de Cataquas et archevêque de Kabgayi.

## Biographie
André Perraudin est né le 7 octobre 1914 à Bagnes, de parents paysans. Il suit sa scolarité à Saint-Maurice, puis en Alsace et en Bourgogne. 
Il entre dans Société des missionnaires d'Afrique (Pères blancs), dans laquelle il se forme en Bretagne, Algérie puis Tunisie, et est ordonné prêtre le 25 mars 1939. 

### Épiscopat
Le 19 décembre 1955, il est nommé vicaire apostolique de Kabgayi et évêque titulaire de Cataquas. Il est ordonné comme tel le 25 mars 1956 par Aloysius Bigirumwami, vicaire apostolique de Nyundo (de), assisté par Joseph Martin (de), vicaire apostolique de Ngozi et Louis Van Steene (de), vicaire apostolique de Bukavu.
Le 10 novembre 1959, le vicariat apostolique est transformé en archidiocèse, puis deviendra un diocèse le 10 avril 1976 lors de la création de l'archidiocèse de Kigali.
Dans sa Lettre pastorale du 11 février 1959 l'évêque, soucieux de justice sociale, écrit notamment ceci : « dans notre Rwanda, les différences et les inégalités sociales sont pour une grande partie liées aux différences de races, en ce sens que les richesses d'une part et le pouvoir politique et même judiciaire d'autre part, sont en réalité en proportion considérable entre les mains des gens d'une même race ». Dans un contexte de fortes tensions entre majorité dominée hutu et élite tutsi, ces propos confortent l'appui de l'Église catholique rwandaise au mouvement de revendication hutu. Ils sont perçus par une partie de la population comme une déclaration de guerre contre le pouvoir tutsi et, par la suite, comme une forme de justification morale pour les premiers massacres de Tutsis qui s'ensuivirent dans la région de Kabgayi au mois de novembre de la même année – prémices du génocide des années 1990. Ce mandement de Carême a marqué un tournant dans l'histoire du Rwanda,. D'autres analyses montrent que les massacres de Tutsis qui suivirent la publication du mandement de Carême rédigé par l'évêque doivent être appelés « premier génocide rwandais » de 1959 et que toute la lumière reste à faire sur le rôle actif de Perraudin dans ce premier génocide.
Sa démission pour raison d'âge est acceptée le 7 octobre 1989, et il rentre en Valais.
Il meurt le 25 avril 2003 à Sierre, âgé de 88 ans.

## Publications
- Un évêque au Rwanda : « Par-dessus tout la charité » : les six premières années de mon épiscopat (1956-1962), Saint-Maurice-en-Valais, Éd. Saint-Augustin, 2003, 443 p. (ISBN 2-88011-295-8).